# La Ferté-en-Ouche
La Ferté-en-Ouche – gmina we Francji, w regionie Normandia, w departamencie Orne. W 2013 roku liczba ludności wynosiła 3234 mieszkańców.
Gmina została utworzona 1 stycznia 2016 roku z połączenia 10 ówczesnych gmin: Anceins, Bocquencé, Couvains, La Ferté-Frênel, Gauville, Glos-la-Ferrière, Heugon, Monnai, Saint-Nicolas-des-Laitiers oraz Villers-en-Ouche. Siedzibą gminy została miejscowość La Ferté-Frênel.